# The Real Housewives of New Jersey
 (juin 2025).
La mise en forme du texte ne suit pas les recommandations de Wikipédia : il faut le « wikifier ».
Les points d'amélioration suivants sont les cas les plus fréquents. Le détail des points à revoir est peut-être précisé sur la page de discussion.
- Les titres sont pré-formatés par le logiciel. Ils ne sont ni en capitales, ni en gras.
- Le texte ne doit pas être écrit en capitales (les noms de famille non plus), ni en gras, ni en italique, ni en « petit »…
- Le gras n'est utilisé que pour surligner le titre de l'article dans l'introduction, une seule fois.
- L'italique est rarement utilisé : mots en langue étrangère, titres d'œuvres, noms de bateaux, etc.
- Les citations ne sont pas en italique mais en corps de texte normal. Elles sont entourées par des guillemets français : « et ».
- Les listes à puces sont à éviter, des paragraphes rédigés étant largement préférés. Les tableaux sont à réserver à la présentation de données structurées (résultats, etc.).
- Les appels de note de bas de page (petits chiffres en exposant, introduits par l'outil «  Source ») sont à placer entre la fin de phrase et le point final[comme ça].
- Les liens internes (vers d'autres articles de Wikipédia) sont à choisir avec parcimonie. Créez des liens vers des articles approfondissant le sujet. Les termes génériques sans rapport avec le sujet sont à éviter, ainsi que les répétitions de liens vers un même terme.
- Les liens externes sont à placer uniquement dans une section « Liens externes », à la fin de l'article. Ces liens sont à choisir avec parcimonie suivant les règles définies. Si un lien sert de source à l'article, son insertion dans le texte est à faire par les notes de bas de page.
- La présentation des références doit suivre les conventions bibliographiques. Il est recommandé d'utiliser les modèles {{Ouvrage}}, {{Chapitre}}, {{Article}}, {{Lien web}} et/ou {{Bibliographie}}. Le mode d'édition visuel peut mettre en forme automatiquement les références.
- Insérer une infobox (cadre d'informations à droite) n'est pas obligatoire pour parachever la mise en page.

Pour une aide détaillée, merci de consulter Aide:Wikification.
Si vous pensez que ces points ont été résolus, vous pouvez retirer ce bandeau et améliorer la mise en forme d'un autre article.
The Real Housewives of New Jersey est une émission de téléréalité américaine diffusée depuis le 12 mai 2009 sur Bravo.
En France, l'émission est disponible depuis le 1er juillet 2024 sur M6+ (saisons 8 à 11). Dans son offre payante M6+ propose également les saisons 12 à 14 depuis le 18 septembre 2024.
L'émission est la quatrième adaptation du concept de téléréalité The Real Housewives.

## Concept
Présentée comme un docu-soap, l'émission suit la vie quotidienne de cinq à sept femmes au foyer et épouses américaines résidant dans le New Jersey :
- Teresa, une femme au foyer mariée à un homme d'affaires ;
- Jacqueline, une femme au foyer mariée à un homme d'affaires ;
- Caroline, une femme d'affaires et sœur de Dina Manzo ;
- Dina, une entrepreneuse et sœur de Caroline Manzo ;
- Danielle, une femme au foyer qui a été marié deux fois.

Des nouvelles Housewives rejoindront la distribution au cours de l'émission :
- Melissa, une designeuse et femme d'affaires et belle-sœur de Teresa Giudice ;
- Kathy, une femme au foyer mariée à un homme d'affaires ;
- Teresa, une femme au foyer mariée à un restaurateur ;
- Amber, une femme d'affaires survivante d'un cancer ;
- Nicole, une entrepreneuse et petite-amie d'un écrivain ;
- Dolores, une philanthrope et entrepreneuse qui vient de se séparer de son mari ;
- Siggy, une entremetteuse et mère au foyer divorcé ;
- Margaret, une créatrice de mode et entrepreneuse mariée à Joe Benigno ;
- Jennifer, une mondaine mariée à un chirurgien esthétique ;
- Jackie, une femme d'affaires mariée à un homme d'affaires ;
- Danielle, une femme d'affaires mariée à un homme d'affaires ;
- Rachel, une femme au foyer mariée à un homme d'affaires.

Des Amies des Housewives rejoignent également le programme :
- Kim G, une femme d'affaires et amie de Danielle ;
- Kim D, une influenceuse et amie de Teresa ;
- Jennifer, une artiste et amie de Teresa ;
- Rosie, une influenceuse et sœur de Kathy ;
- Traci, une mannequin et amie de Teresa ;
- Jennifer, une femme d'affaires et amie de Margaret.

## Distribution
| Les Real Housewives     | Saisons    | Saisons    | Saisons    | Saisons    | Saisons    | Saisons     | Saisons     | Saisons    | Saisons    | Saisons    | Saisons    | Saisons    | Saisons    | Saisons    |
| Les Real Housewives     | 1          | 2          | 3          | 4          | 5          | 6           | 7           | 8          | 9          | 10         | 11         | 12         | 13         | 14         |
|                         | Actuelles  | Actuelles  | Actuelles  | Actuelles  | Actuelles  | Actuelles   | Actuelles   | Actuelles  | Actuelles  | Actuelles  | Actuelles  | Actuelles  | Actuelles  | Actuelles  |
| ----------------------- | ---------- | ---------- | ---------- | ---------- | ---------- | ----------- | ----------- | ---------- | ---------- | ---------- | ---------- | ---------- | ---------- | ---------- |
| Teresa Giudice (en)     | Principale | Principale | Principale | Principale | Principale | Principale  | Principale  | Principale | Principale | Principale | Principale | Principale | Principale | Principale |
| Melissa Gorga (en)      |            | Invitée    | Principale | Principale | Principale | Principale  | Principale  | Principale | Principale | Principale | Principale | Principale | Principale | Principale |
| Dolores Catania (en)    | Invitée    | Invitée    |            | Invitée    |            |             | Principale  | Principale | Principale | Principale | Principale | Principale | Principale | Principale |
| Margaret Josephs (en)   |            |            |            |            |            |             |             | Principale | Principale | Principale | Principale | Principale | Principale | Principale |
| Jennifer Aydin          |            |            |            |            |            |             |             |            | Principale | Principale | Principale | Principale | Principale | Principale |
| Danielle Cabral         |            |            |            |            |            |             |             |            |            |            |            |            | Principale | Principale |
| Rachel Fuda             |            |            |            |            |            |             |             |            |            |            |            |            | Principale | Principale |
|                         | Anciennes  |            |            |            |            |             |             |            |            |            |            |            |            |            |
| Jacqueline Laurita (en) | Principale | Principale | Principale | Principale | Principale | Amie        | Principale, |            |            |            |            |            |            |            |
| Caroline Manzo (en)     | Principale | Principale | Principale | Principale | Principale |             |             |            |            |            |            |            |            |            |
| Dina Cantin (en)        | Principale | Principale |            | Invitée    |            | Principale, |             |            |            |            |            |            |            |            |
| Danielle Staub (en)     | Principale | Principale |            |            |            |             |             | Amie       | Amie       | Amie       |            |            |            |            |
| Kathy Wakile (en)       |            | Invitée    | Principale | Principale | Principale | Amie        | Amie        |            |            |            |            |            |            |            |
| Teresa Aprea            |            |            |            |            |            | Principale  | Invitée     |            |            |            |            |            |            |            |
| Amber Marchese (en)     |            |            |            |            |            | Principale  |             |            |            |            |            |            |            |            |
| Nicole Napolitano (en)  |            |            |            |            |            | Principale  | Invitée     |            |            |            |            |            |            |            |
| Siggy Flicker (en)      |            |            |            |            |            |             | Principale  | Principale |            |            |            |            |            |            |
| Jackie Goldschneider    |            |            |            |            |            |             |             |            | Principale | Principale | Principale | Principale | Amie       | Amie       |
|                         | Amies      |            |            |            |            |             |             |            |            |            |            |            |            |            |
| Kim Granatell           |            | Amie       | Invitée    |            |            |             |             |            |            |            |            |            |            |            |
| Kim DePaola             |            | Invitée    | Invitée    | Amie       | Amie       |             | Invitée     | Invitée    |            |            |            |            |            |            |
| Jennifer Dalton (en)    |            |            |            |            | Amie       |             |             |            |            |            |            |            |            |            |
| Rosie Pierri            |            |            | Invitée    | Invitée    | Invitée    | Invitée     | Amie        |            |            |            |            |            |            |            |
| Traci Johnson           |            |            |            |            |            |             |             |            |            |            |            | Amie       | Invitée    |            |
| Jennifer Fessler        |            |            |            |            |            |             |             | Invitée    |            |            |            |            | Amie       | Amie       |

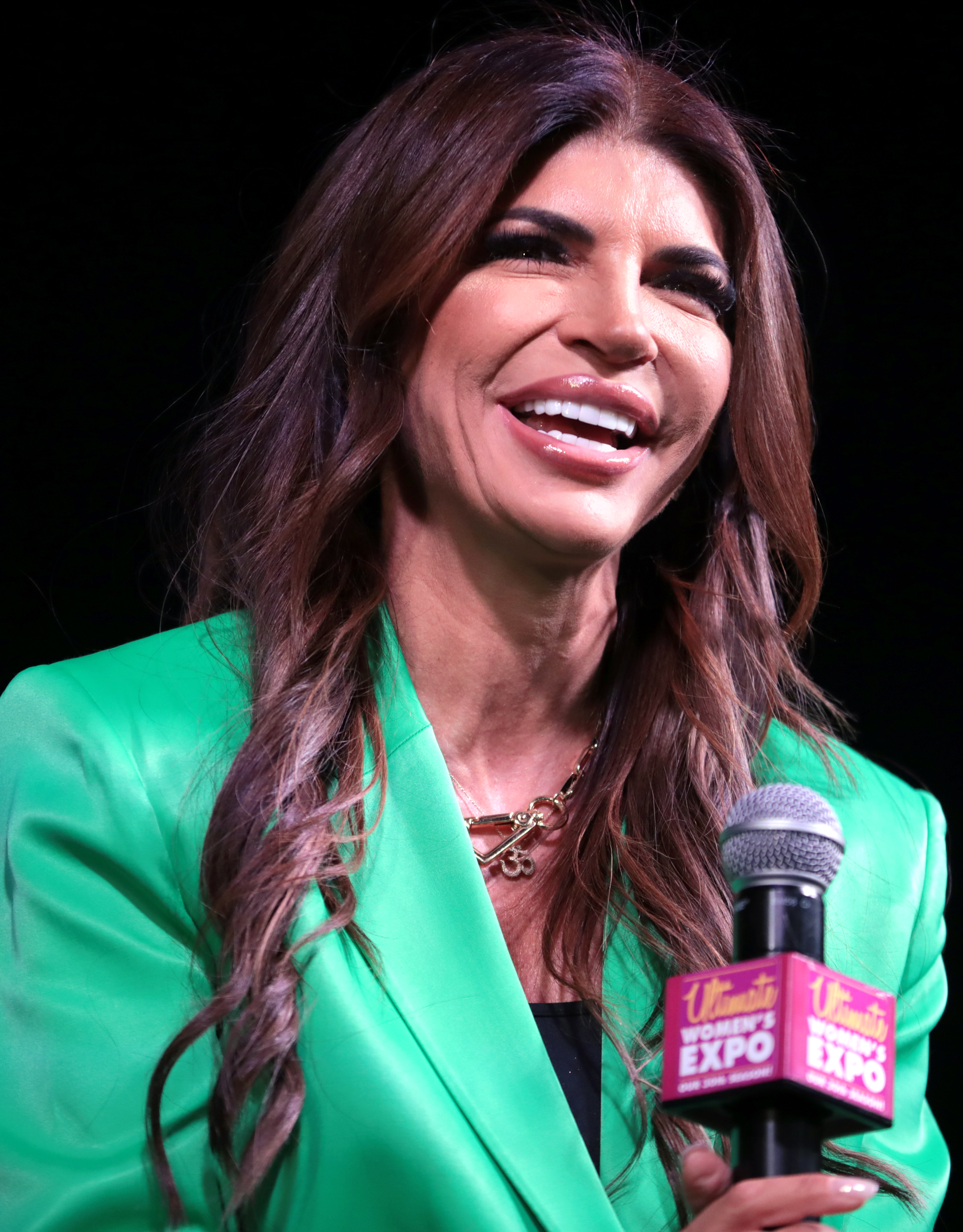
Teresa Giudice (depuis la saison 1)
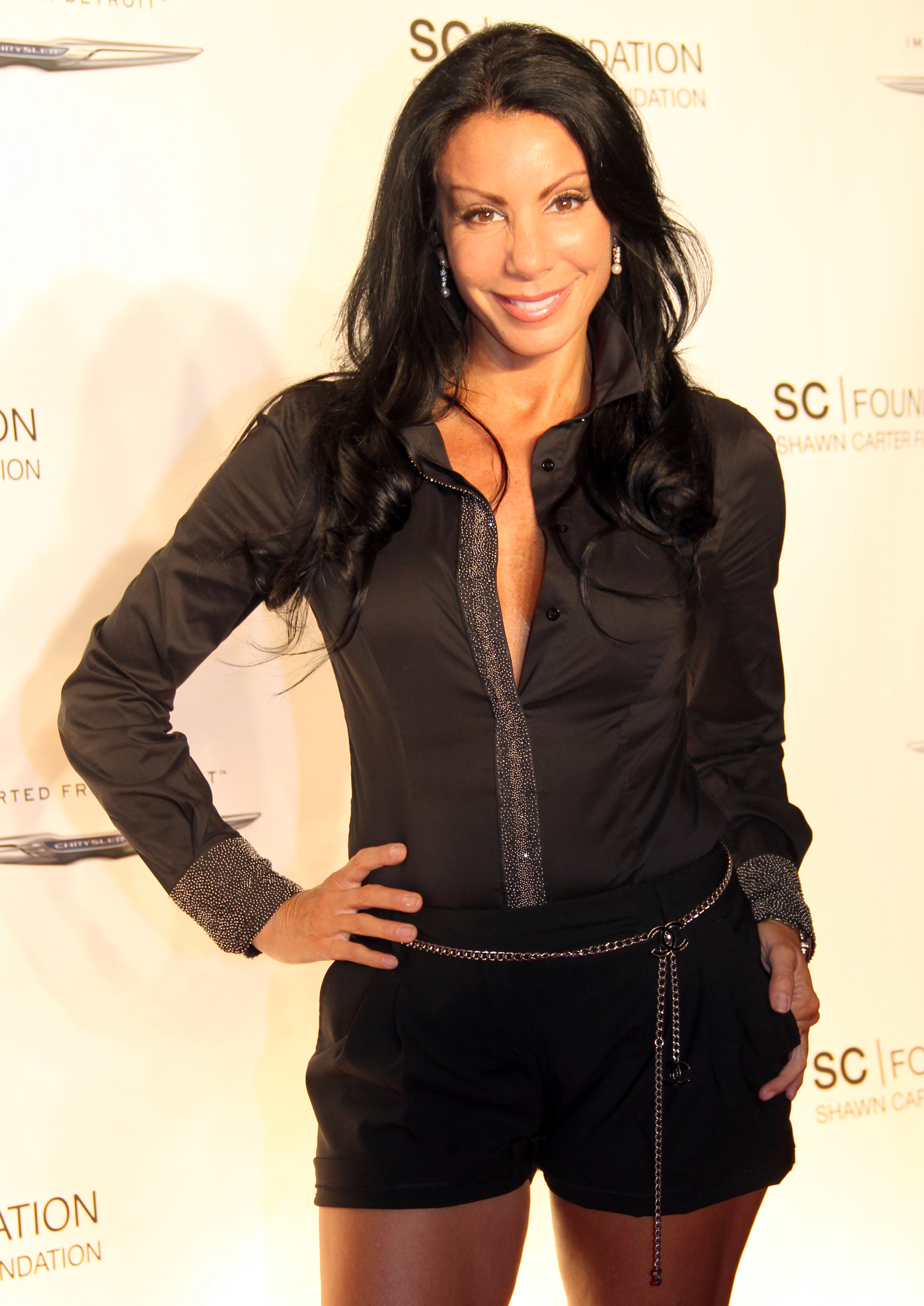
Danielle Staub (saisons 1 et 2)
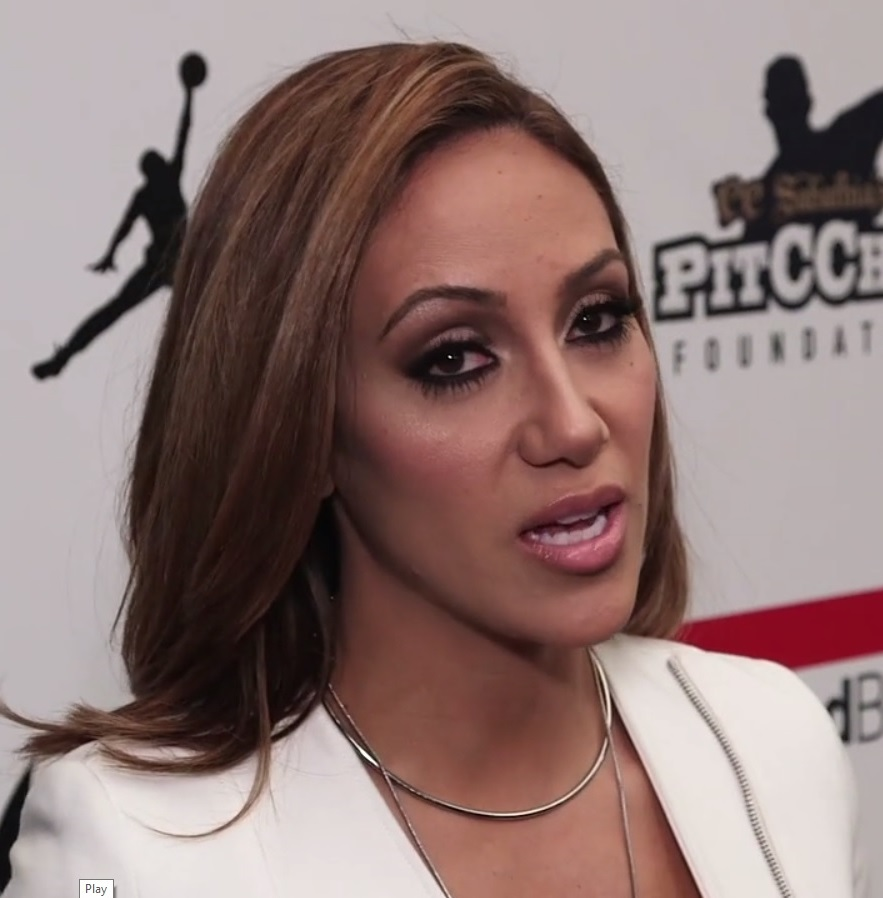
Melissa Gorga (depuis la saison 3)
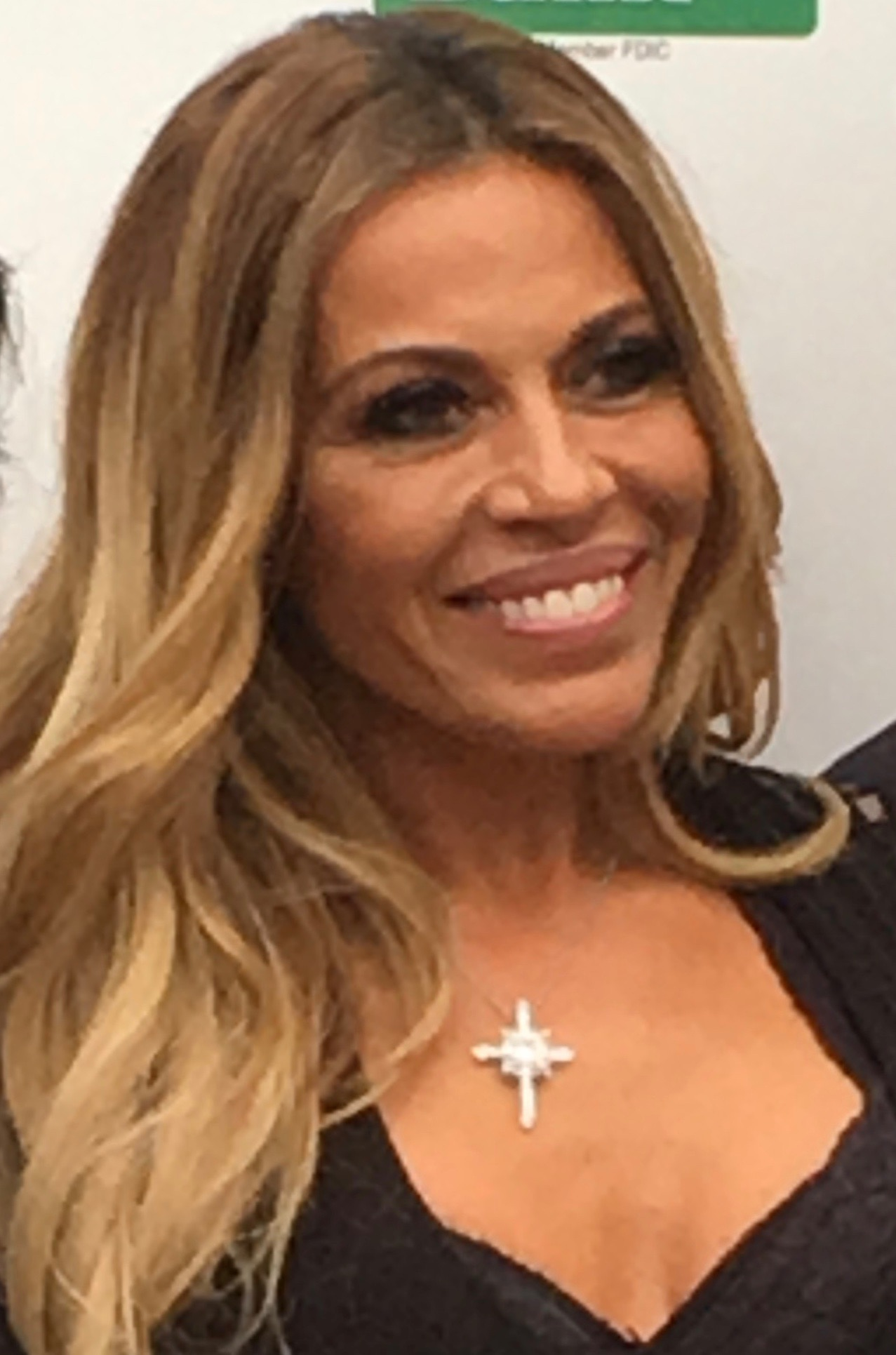
Dolores Catania (depuis la saison 7)
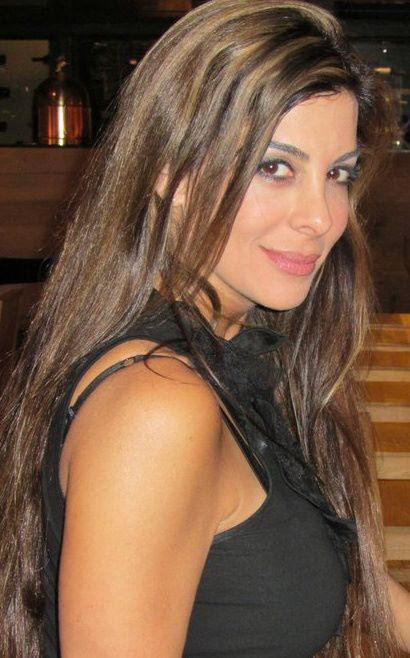
Siggy Flicker (saisons 7 et 8)

## Épisodes
| Saisons         | Épisodes | France            | France            | France                       | États-Unis       | États-Unis       | États-Unis              | États-Unis              | États-Unis              |
| Saisons         | Épisodes | Début de saison   | Fin de saison     | Chaine de première diffusion | Début de saison  | Fin de saison    | Audiences (en millions) | Audiences (en millions) | Audiences (en millions) |
| Saisons         | Épisodes | Début de saison   | Fin de saison     | Chaine de première diffusion | Début de saison  | Fin de saison    | Première                | Dernière                | Moyenne                 |
| --------------- | -------- | ----------------- | ----------------- | ---------------------------- | ---------------- | ---------------- | ----------------------- | ----------------------- | ----------------------- |
| 1 (2009)        | 10       | Inédite en France | Inédite en France | Inédite en France            | 12 mai 2009      | 9 juillet 2009   | 1.72                    | N/A                     | 2.25                    |
| 2 (2010)        | 18       | Inédite en France | Inédite en France | Inédite en France            | 3 mai 2010       | 6 septembre 2010 | 2.33                    | 3.21                    | 2.74                    |
| 3 (2011)        | 21       | Inédite en France | Inédite en France | Inédite en France            | 16 mai 2011      | 23 octobre 2011  | 2.83                    | 3.39                    | 2.66                    |
| 4 (2012)        | 24       | Inédite en France | Inédite en France | Inédite en France            | 22 avril 2012    | 21 octobre 2012  | 2.95                    | 1.64                    | 2.66                    |
| 5 (2013)        | 22       | Inédite en France | Inédite en France | Inédite en France            | 2 juin 2013      | 20 octobre 2013  | 2.84                    | 1.50                    | 2.29                    |
| 6 (2014)        | 19       | Inédite en France | Inédite en France | Inédite en France            | 13 juillet 2014  | 20 novembre 2014 | 2.14                    | 0.86                    | 1.86                    |
| 7 (2016)        | 18       | Inédite en France | Inédite en France | Inédite en France            | 10 juillet 2016  | 13 novembre 2016 | 1.74                    | 1.94                    | 1.54                    |
| 8 (2017 - 2018) | 16       | 1er juillet 2024  | 1er juillet 2024  | M6+                          | 4 octobre 2017   | 31 janvier 2018  | 1.44                    | 0.97                    | 1.24                    |
| 9 (2018-2019)   | 18       | 1er juillet 2024  | 1er juillet 2024  | M6+                          | 7 novembre 2018  | 6 mars 2019      | 1.19                    | 1.50                    | 1.22                    |
| 10 (2019-2020)  | 19       | 1er juillet 2024  | 1er juillet 2024  | M6+                          | 6 novembre 2019  | 18 mars 2020     | 1.27                    | 1.32                    | 1.18                    |
| 11 (2021)       | 15       | 1er juillet 2024  | 1er juillet 2024  | M6+                          | 17 février 2021  | 26 mai 2021      | 1.13                    | N/A                     | 1.05                    |
| 12 (2022)       | 16       | 18 septembre 2024 | 18 septembre 2024 | M6+                          | 1er février 2022 | 17 mai 2022      | 1.10                    | 1.09                    | 1.04                    |
| 13 (2023)       | 19       | 18 septembre 2024 | 18 septembre 2024 | M6+                          | 7 février 2023   | 13 juin 2023     | 0.85                    | 1.25                    | 0.93                    |
| 14 (2024)       | 14       | 18 septembre 2024 | 18 septembre 2024 | M6+                          | 5 mai 2024       | 11 août 2024     | 0.84                    | 0.71                    | 0.73                    |

### Première saison (2009)
1. Thicker Than Water
2. Mamas Knows Best
3. Not One of Us
4. Black & White and Read All Over
5. Casinos and C-Cups
6. Finale
7. The Last Supper
8. Watch What Happens Reunion: Part One
9. Watch What Happens Reunion: Part Two
10. The Lost Footage

### Deuxième saison (2010)
1. Water Under the Table
2. Generation Vedex
3. Catty-Walk
4. Babies, Bubbles and Bubbies
5. Into the Lion's Den
6. It's Not Me, It's You
7. Play at your Own Risk
8. Bubbies Gone Bad
9. Posche Spite
10. Country Clubbed
11. Staub Wounds
12. Youth Will Be Served
13. Don't Drink the Holy Water
14. The Chanels of Venice
15. Hills Are Alive With Giudice
16. The Heads of Family Will Roll
17. Reunion: Part 1
18. Reunion: Part 2

### Troisième saison (2011)
1. In the Name of the Father
2. Drop Dead Gorgas
3. Sealed With a Diss
4. Gobblefellas
5. Stick It
6. Whine and Dine
7. Teresa's Got a Gun
8. Holidazed and Confused
9. Twas the Fight Before Christmas
10. There Arose Such a Clatter
11. A Very Jersey Christmas
12. Auld Lang Syne for an Eye
13. Child Play No More
14. Belly Up & Up
15. Black as Ink
16. Singing in the Pain
17. Get to the Puntal
18. Blood Is Thicker Than Guccis
19. Portrait of an Italian Family
20. Reunion: Part 1
21. Reunion: Part 2

### Quatrième saison (2012)
1. High Tide, Low Blow
2. Pker Face
3. Third Eye Blind
4. Drowning Pool
5. Spoiled Sports
6. Uncivil Union
7. True Love, True Lies
8. Best Friends for Never
9. Public Display of Rejection
10. Temporary Skrinkage
11. The Sniff Test
12. The Jersey Side Step
13. Sit Down and Man Up
14. Pack Your Baggage
15. If This RV is a Rockin
16. Whine Country
17. Hot Tub of Sour Grapes
18. Dinasty of Denial
19. A Bald Canary Sings
20. Strip Down Memory Lane
21. Reunion: Part 1
22. Reunion: Part 2
23. Reunion: Part 3
24. The Lost Footage

### Cinquième saison (2013)
1. Garden State of Emergency
2. A Manzo of Her Word
3. It's My Party and I'll Fight if Want To
4. Gym Rats
5. Everything Is Coming Up Rosie
6. Drinking With the Enemy
7. When Joes Collide
8. Scum One, Scum All
9. On Thin Guid-Ice
10. Best Frenemies Forever
11. Children of the Scorned
12. Hair-Binger of Doom
13. Spaghetti Western & Meatballs
14. Horse Whisper to a Scream
15. Zen Things I Hate About You
16. The Blonde Drops a Bombshell
17. Hair We Go Again
18. Salon, Farwell
19. Reunion: Part 1
20. Reunion: Part 2
21. The Real Housewives Tell All - Part 1
22. The Real Housewives Tell All - Part 2

### Sixième saison (2014)
1. What a Difference a Plea Makes
2. O, Christmas Tre
3. Trash-Talking
4. A Hairy Situation
5. One Flew Over the Chicken's Nest
6. The Family Business
7. Roses Are Red, Dina Is Blue
8. Guilt Trip
9. There Will Be Bloodwork
10. The Day of Jacqueline
11. Gators and Haters
12. Pack Your Bags and Get Out!
13. Sorry, Not Sorry
14. Judgement Day
15. Secrets Revealed Part 1
16. Reunion Part 1
17. Reunion Part 2
18. Secrets Revealed Part 2

### Septième saison (2016)
1. Jingle Bells and Prison Cells
2. A Very Hairy Christmas
3. Leopard Is the New Black
4. A Life to Envy
5. Dinner Interrupted
6. Swimming with the Gefilte Fishes
7. Spa-Cation
8. All Bets Are Off
9. Driving Miss Siggy
10. Cut The Cancer Out
11. Rage On My Ass
12. The Other C Word
13. Pecking Sides
14. The Importance of Being Family
15. Nama'Stay Away From M
16. And Then There Were Four
17. Reunion Part One
18. Reunion Part Two

### Huitième saison (2017-2018)
1. Escapade (Shaddy Beach)
2. C'est du gâteau (Let Them Eat Cake)
3. Les excuses (The Apology)
4. Melissa dans l'embarras (The Public Shaming of Melissa)
5. Blessure à vif (No Over It)
6. Graines du New Jersey (Growing Up Jersey)
7. Une retraite inoubliable (A Retreat to Remember)
8. Marcher sur des œufs (Walking on Broken Glass)
9. Les chaises volantes (When Chairs Fly)
10. Crises milanaise (Meltdown in Milan)
11. Fausses excuses (Fauxpology)
12. Pas de manières ! (Ain't No Misbehaving)
13. La prison du cœur (Prisons, Proposals and Parties)
14. Le bilan (1/2) (Reunion Part 1)
15. Le bilan (2/2) (Reunion Part )
16. Plus de secrets ! (Reunion Secrets Revealed)

### Neuvième saison (2018-2019)
1. Des femmes et des affaires (Wives and Misdemeanors)
2. La chasse aux œufs (Easter Wives Hunt)
3. Jersey Breakfast Club (The Jersey Breakfast Club)
4. Peaux de vaches (Housewives & Heifers)
5. Douceurs turques (Turkish Delights)
6. Ultime folie (Last Fling Before the Ring)
7. Le brunch tourne mal (Brunch Gone Bad)
8. Fiançailles électriques (Bridezilla of Bimini)
9. Communions et confessions (Communion and Confession)
10. L'amour à la turque (From Turkey with Love)
11. In vino veritas (Whine Country)
12. Calomnies mexicaines (Mudslinging in Maxico)
13. Règlements de comptes à Cabo (Camels, Cabo & Catfights)
14. Héroines en talons aiguilles (Heroines in Heels)
15. Têtes brulées (Hothears and Hookahs)
16. Le bilan (1/3) (Reunion Part 1)
17. Le bilan (2/3) (Reunion Part 2)
18. Le bilan (3/3) (Reunion Part 3)

### Dixième saison (2019-2020)
1. Sexe, mensonges et débats (Sex, Lies and Video Debates)
2. Enfermé (On Lock Down)
3. Les 40 ans (40 and Fancy Free)
4. Le piège jamaïcain (Jamaican Jailbait)
5. Pas faites du même bois (Cut from a Different Cloth)
6. L'air des mauvaises nouvelles (Baby Breezes and Bad News)
7. L'ultime dîner (The Last Supper)
8. Crêpage de chignons (Hair, Today, Gone Tomorrow)
9. Tout donner ! (Abs & Jabs)
10. Mama drama (Mama Drama)
11. Escapade côtière (Clearing the Heir)
12. Gueule de bois aux Hamptons (The Hamptons Hangover)
13. Pardon... ou pas (Sorry Not Sorry)
14. Les eaux troubles (Something in the Water)
15. Les secrets révélés (Secrets Revealed)
16. Réunion de famille (Family Reunion)
17. Le bilan (1/3) (Reunion Part 1)
18. Le bilan (2/3) (Reunion Part 2)
19. Le bilan (3/3) (Reunion Part 3)

### Onzième saison (2021)
1. À mardi prochain ? (C U Next Tuesday?)
2. Des hauts et débats (Licked Up and Down)
3. La soirée des garçons (Guys Gone Wild)
4. Tout refaire (Redo and Rewind)
5. Soirée piscine (Kiss My Peach)
6. Petites attentions (Dildos Down the Shore)
7. Les vieilles rancœurs (Old Feuds Never Die)
8. Funérailles (Memorial Mayhem)
9. Messages de l'au-delà (Pineapple Puss)
10. Oh mon bateau (Sinking Ships)
11. L'amour de Teresa (Teresa in Love)
12. Teresa et l'homme mystère (Teresa's Mystery Man)
13. La maison des horreurs (House of Horrors)
14. Le bilan (1/2) (Reunion Part 1)
15. Le bilan (2/2) (Reunion Part 2)

### Douzième saison (2022)
1. Illusions (Smoke, Mirrors and Foggy diamonds)
2. Le royaume de l'hypocrisie (House of Hypocrisy)
3. Une soirée typique du New Jersey (A Very Jersey Kegger)
4. Sombres affaires en bord de mer (Shady Down the Shore)
5. Affrontement à Jersey Shore (Jersey Shore Showdown)
6. Fin de la bromance (Bromance Breakup)
7. Accusations (Allegation Aggravation)
8. Accès de rage (Forest of Fury)
9. Pas de pleurs au softball (There's No Crying in Softball)
10. Des hongrois excités (The Horney Hungarians)
11. Cauchemars à Nashvegas (Nightmare in Nashvegas)
12. La Reines du drame (Lady Drama Mamas)
13. Confrontations à Smallville (Showdown in Smallville)
14. Bilan (1/3) (Reunion Part 1)
15. Bilan (2/3) (Reunion Part 2)
16. Bilan (3/3) (Reunion Part 3)

### Treizième saison (2023)
1. Nouvelles tête, même Jersey (New Friends, Same Jersey)
2. Tout pour la famille (Family, Family, Family)
3. Les garçons resteront des garçons (Boys Will Be Boys)
4. Pendaison de crémaillère (Housewarming History Lesson)
5. Chaos (Driving Miss Crazy)
6. Plus de limites (All Bats Are Off)
7. Ragots en pagaille (Shots and Shade)
8. Secrets de famille (Pizza Gate)
9. Confidences autour d'un café (Coffee Talk)
10. Voyage en Irlande (The Italian Invasion)
11. L'odeur de la trahison (I Smell a Rat)
12. Santé ! (Sláinte!)
13. Essayage de robes marié (Messes & Bridesmaid Dresses)
14. Dîner familial (Rat in the Street)
15. Prohibition party (Flappers of Fury)
16. Teresa se marie (Teresa Gets Married)
17. Bilan (1/3) (Reunion Part 1)
18. Bilan (2/3) (Reunion Part 2)
19. Bilan (3/3) (Reunion Part 3)

### Quatorzième saison (2024)
1. Anniversaire explosf (Birthday Bombshell)
2. Départ pour l'université (The Icing on the Brain Cake)
3. Consolidation des alliances (Shore-ing Up Sides)
4. Leur pire ennemi (A League of Their Own Worst Enemy)
5. Eclat de fracas (Glitz & Blitz)
6. Margaritas et marriage (Margs & Marriage)
7. Campagne contre Margaret (Gifts & Receipts)
8. Tensions à Tulum (Trouble in Tulum)
9. Derrières les lignes ennemies (Behind Frenemy Lines)
10. Paix intérieur (Inner Piece of My Mind)
11. Nuit blanche (Sleepover with One Eye Open)
12. Expérience interdite (Don't Trial This at Home)
13. Tensions extrèmes (When All Is Said and Done)
14. Point de non-retour ? (Off the Rails)

## Commentaires
- En 2006, la chaîne américaine Bravo démarre la diffusion de Les Real Housewives d'Orange County (The Real Housewives of Orange County), décrite comme « un croisement entre les séries Desperate Housewives et Newport Beach ». À la suite du succès de la téléréalité, plusieurs émissions-dérivées seront diffusées : New York City, Atlanta, New Jersey, Washington D.C. (en), Beverly Hills, Miami, Potomac (en), Dallas (en), Salt Lake City et Dubai (en).
- En 2011, la chaîne Bravo démarre la diffusion de Boys to Manzo (en) suivant la vie des fils de Caroline Manzo.
- En 2014, l'émission Manzo'd with Children (en) est lancée, l'émission suit la vie de Caroline Manzo et de sa famille. En 2017, il est annoncé que l'émission est annulée après 3 saisons.
- En 2021, Teresa Giudice (depuis la saison 1) et Melissa Gorga (depuis la saison 3) participent à la première saison de The Real Housewives Ultimate Girls Trip (en).
- Caroline Manzo (saison 1 à 5) a participé à la saison 5 des Real Housewives Ultimate Girls Trip qui sera diffusée en 2024.